# 山岡薬医
山岡 薬医（やまおか やくい、生没年不詳）は、戦国時代の武将。吉良氏の郎党 。

## 略歴
吉良義昭に仕え、永禄4年(1561年)善明堤の戦いに従軍した。4月15日、尾崎修理の放った矢に当たって深手を負った松平好景に走り寄り、その首を討ち取った  。